# 博多祇園山笠

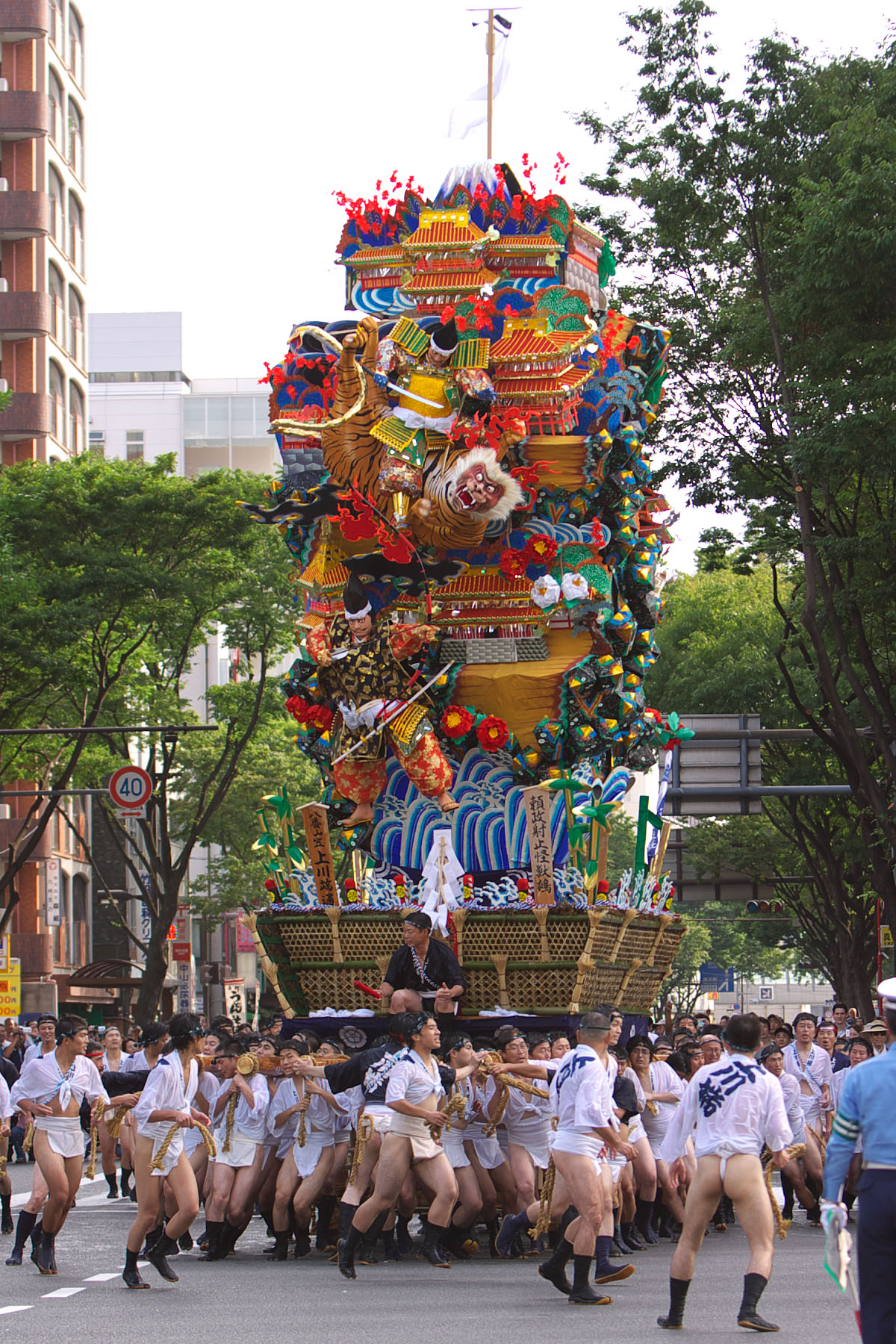
博多祇園山笠

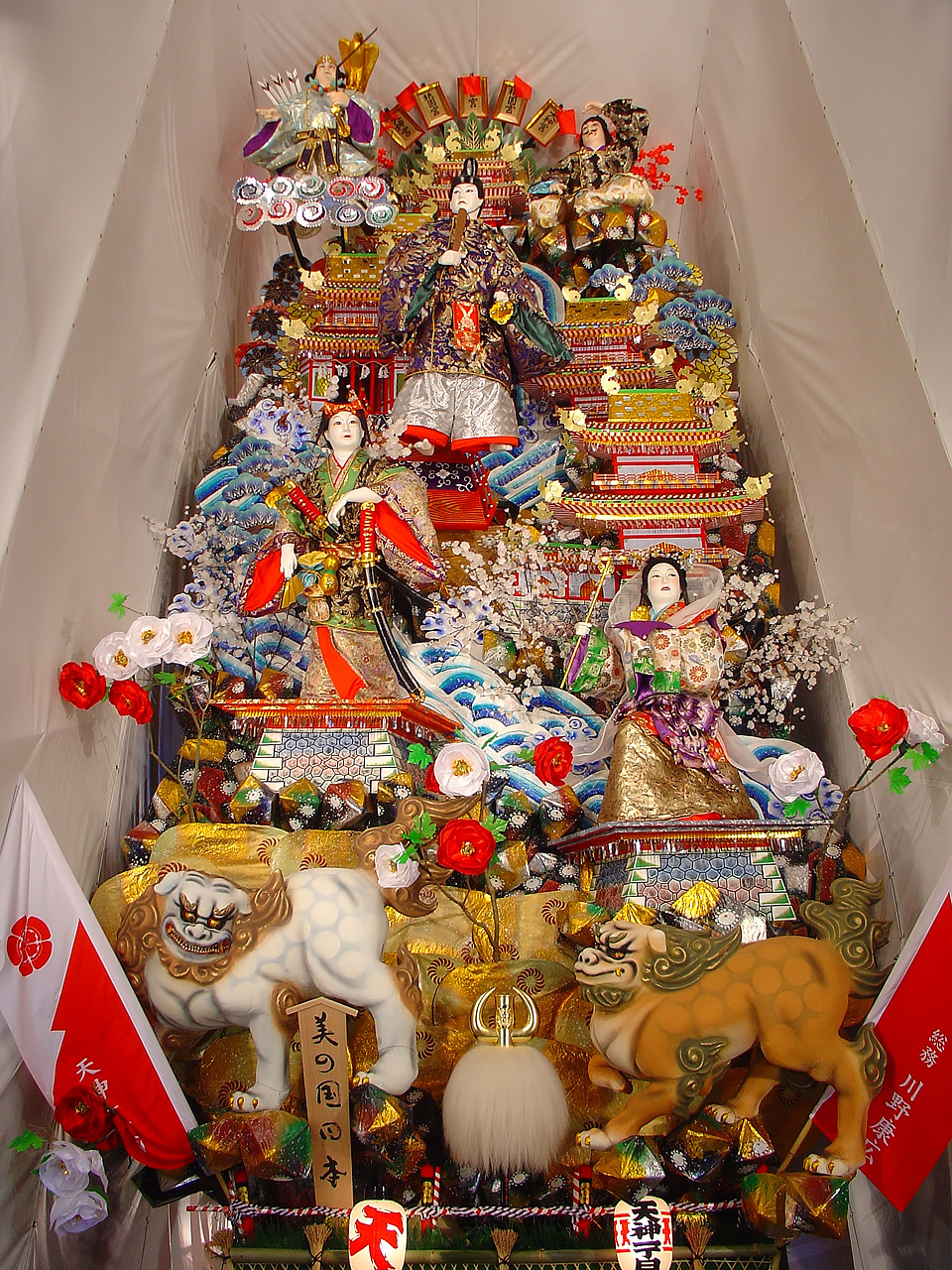
飾り山笠

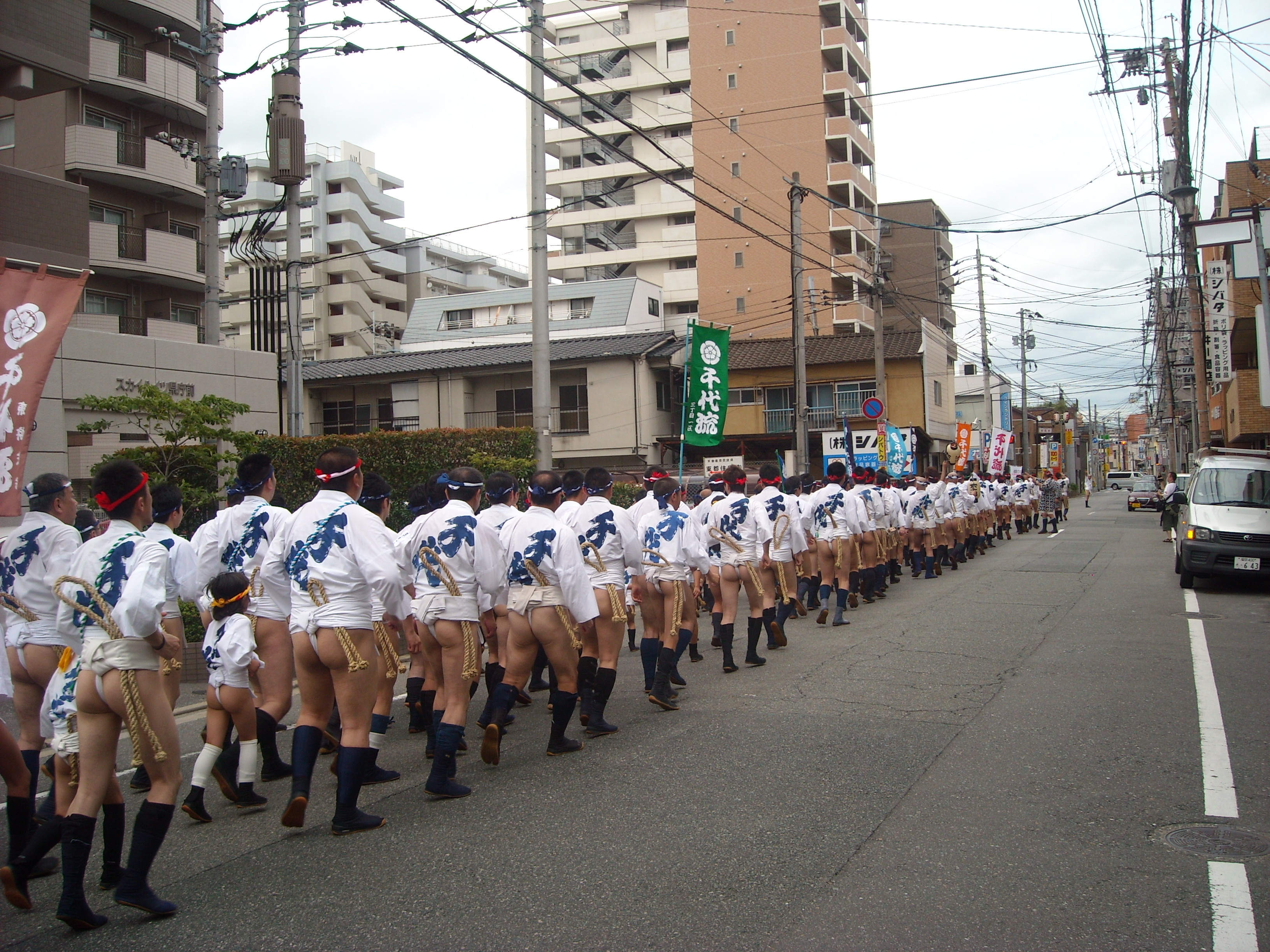
著褌參與祭典的民眾

博多祇園山笠（日语：／ Hakata Gion Yamakasa */?）為日本福岡縣福岡市博多區的一個祭典活動，是博多總鎮守櫛田神社的奉納神事。於每年7月1日至7月15日舉辦，為日本著名的裸祭之一，起源於鎌倉時代，已有超過760年的歷史。博多祇園山笠為日本三大祇園祭之一，為日本国指定重要無形民俗文化財，並被聯合國教科文組織列入無形文化資產。

## 各流
山笠所屬的町內組織團體被稱為「流」（／ nagare ?），經歷史演變後，形成七流，分別為大黒流、東流、西流、土居流、恵比須流、千代流、中洲流。
在博多祇園山笠中，各町會依年齡劃分為兒童、年輕人、中年與長輩，並依照體力分擔各自的任務，採用所謂的「年齡階梯制」。
例如大黒流是由12個町組成，每個町內包含一般參加者（小學生以下及前任町內幹部（OB））與町內幹部，另有年輕人（中學生以上）、赤手拭（實際執行任務的隊伍）、取締（町內代表責任人）、町總代（町內會長）。此外，依照年齡階梯制所分配的角色，頭上所繫的手拭（／ tenogoi ?）在顏色與圖樣上也有所區別。

## 祭禮期間日程
博多祇園山笠的祭典活動每年自7月1日起至7月15日止，為期15日。期間福岡市內會展示13座裝飾華麗的飾山笠（／ kazariyama ?），並舉行多項傳統儀式與表演活動，包含淨身、巡行與競賽等。
6月下旬
福岡市內各地陸續開始搭建飾山笠，並進行特別神事與山笠台的準備作業。
7月1日
- 飾山笠公開（／ kazariyama kōkai ?）：市內共13座飾山笠正式對外展示，可自由觀賞。
- 當番町取砂（／ oshioi-tori ?）：由當年擔任當番町（／ tōbanchō ?）的流（隊伍）的舁手（／ kakite ?，扛轎者）前往箱崎浜進行取砂儀式，作為淨身之用。為禊的一種。

7月9日
- 全流取砂（／ zennagare oshioi-tori ?，17:30～）：所有流約千人齊聚箱崎浜，舉行大規模的淨身儀式。

7月10日
- 流舁（／ nagaregaki ?，16:00～，時間依各流而異）：舁山笠（／ kakiyama ?）首次正式出動，於各自轄區內進行繞行暖身活動。[7]

7月11日
- 朝山（／ asayama ?，5:00～，依各流而異）：又稱「祝儀山」，允許兒童或有功長者參與，象徵祝賀之意。
- 他流舁（／ tanagaregaki ?，15:00～，依各流而異）：各流互相前往對方區域進行舁山笠展示，具有交流與致敬的性質。

7月12日
- 追山笠預演（／ oiyamanarashi ?，15:59～）：為7月15日正式「追山笠」前的預演練習，除了路線距離較正式追山笠稍短一公里以外，其餘設定均與正式活動相同，實際跑完全程約4公里。[7][8]

7月13日
- 集團山笠展示（／ shūdan-yamagasa-mise ?，15:30～）：所有舁山笠隊伍自吳服町十字路口行進至天神市役所前，全長約1.2公里，市長及地方要人會登台觀賞，為觀眾最期待的活動之一。[7]

7月14日
- 流舁（（／ nagaregaki ?，16:00～，依各流而異）：祭典前最後一次流舁，作為隔日追山的調整與總練習。

7月15日
- 追山笠（／ oiyamagasa ?，清晨4:59～）：祭典高潮，七流（大黒流、東流、西流、土居流、恵比須流、千代流、中洲流）外加1座飾山笠（上川端通）共8座山笠[9]。隨著大太鼓響起，一號山笠率先衝刺進櫛田神社境內，衝刺距離大約112米，並進行計時，之後奔馳於指定路線，後續其他山笠每隔5分鐘依序出發。[7][8]

## 外部連結
- 博多祇園山笠公式ホームページ （页面存档备份，存于）
- 山笠ナビ(博多祇園山笠ポータルサイト) （页面存档备份，存于）
- 博多祇園山笠(福岡市公式観光サイト「よかなび」) （页面存档备份，存于）
- 大黒流総合サイト （页面存档备份，存于）
- 中洲流総合サイト （页面存档备份，存于）
- 恵比須流公式サイト （页面存档备份，存于）
- Cameraman's360°EYE 博多祇園山笠 （页面存档备份，存于） NHK制作360°VR映像公開、ルミエール・ジャパン・アワード2017年度VR部門特別賞受賞
- YouTube上的博多の夏の風物詩「博多祇園山笠」のフィナーレ「追い山」(朝日新聞社提供、2018年(平成30年)7月15日公開)